# Богданов, Анатолий Иванович
Анато́лий Ива́нович Богда́нов (1 января 1931, Ленинград — 30 сентября 2001, Москва) — советский стрелок из винтовки, двукратный олимпийский чемпион (1952 и 1956), первый в истории олимпийский чемпион по стрельбе от СССР, многократный чемпион мира, Европы и СССР. Заслуженный мастер спорта СССР (1952).

## Биография
Вырос в детском доме, который находился в блокадном Ленинграде. Фамилии ребёнка никто не знал, из-за чего решили назвать Богдановым — от «Богом дан».
Благодаря своей настойчивости в годы Великой Отечественной войны он стал юнгой на катере, а в конце войны — учеником-тромбонистом в военном оркестре. Став солистом, тяжело заболел, вышел из состава оркестра, а затем демобилизовался.Награждён орденом Красной Звезды и медалями.
В период обучения в ремесленном училище стал выступать за команду «Трудовые резервы» (Ленинград) (в период 1947—1949), первый тренер — Илья Рафаилович Иохельсон.
Впоследствии выступал за команды «Трудовые резервы» (Москва) (1949—1951), Вооружённые силы (Московская обл.) с 1951 года, «ЦСКА» (Москва) с 1963 года.
В Хельсинки начался триумфальный и короткий путь Анатолия Богданова, который участвовал в двух Олимпиадах и оба раза победил, а на своём единственном Чемпионате Мира 1954 года в Венесуэле стал шестикратным чемпионом. Свою активную стрелковую карьеру он закончил в возрасте 28 лет в 1959 году, победив на Чемпионате Европы, выиграв четыре золотых медали из четырёх возможных и установив мировой рекорд. Главной причиной столь раннего ухода из спорта стало то, что он был очень независимым человеком, на всё имел своё мнение, не всегда совпадающее с мнением начальства. Пытаясь сломить Богданова, стрелковые руководители СССР не включили его в сборную команду на Чемпионат Мира 1958 года в Москве и в его любимом 3х40 на триста метров сборная СССР осталась без медалей.
Приняв решение уйти из спорта, поступил в Военно-политическую академию имени В. И. Ленина на философский факультет. В период обучения он увлёкся стрельбой из лука и вскоре стал чемпионом Вооружённых Сил в этом виде спорта. Затем Богданов стал преподавателем Московского высшего общевойскового командного училища, а позднее — старшим преподавателем Военной академии химической защиты им. Тимошенко. Член КПСС с 1955 года.
Похоронен на Даниловском кладбище в Москве (колумбарий 16 секция)

## Семья
Сын — Богданов Николай Анатольевич
Дочь — Марина Анатольевна Айзен
Дочь — Водовозова Татьяна Анатольевна
Внук — Богданов Дмитрий Николаевич
Внук — Богданов Сергей Николаевич
Внучка — Водовозова Мария Александровна

## Достижения
- Чемпион Олимпийских игр 1952 года в упражнении 3х40 выстрелов из произвольной винтовки МЦ-12[4] (1123 очка)
- Чемпион Олимпийских игр 1956 года в упражнении 3х40 выстрелов из малокалиберной винтовки (1172 очка Олимпийский рекорд)
- Чемпион мира 1954 года
  - в стрельбе из малокалиберной винтовки
  - в упражнении 3х40 выстрелов из малокалиберной винтовки (1174 очка)
  - в упражнении 40 выстрелов с колена из малокалиберной винтовки (396 очков)
  - в упражнении 40 выстрелов стоя из малокалиберной винтовки (380 очков)
  - в упражнении 3х40 выстрелов из произвольной винтовки (1133 очка)
  - в упражнении 40 выстрелов лёжа из произвольной винтовки (391 очко)
  - в упражнении 40 выстрелов с колена из произвольной винтовки (380 очков)
- Чемпион Европы 1955 года в упражнении 3х40 выстрелов из произвольной винтовки (1139 очков)
- Чемпион Европы 1959 года
  - в упражнении 3х40 выстрелов из произвольной винтовки (1145 очков)
  - в упражнении 40 выстрелов лёжа из произвольной винтовки (394 очка)
  - в упражнении 40 выстрелов с колена из произвольной винтовки (384 очка)
  - в упражнении 40 выстрелов стоя из произвольной винтовки (367 очков)
- Серебряный призёр чемпионата мира (1954)
- Бронзовый призёр чемпионата мира (1954)
- Серебряный призёр чемпионата Европы (1955)
- Бронзовый призёр чемпионата Европы (1955)
- Серебряный призёр Спартакиады дружественных армий 1958 года в стрельбе из произвольной винтовки из трёх положений на 300 метров
- Многократный чемпион СССР
- Рекордсмен мира 1954—1959
  - мировой рекорд в упражнении 3х40 выстрелов из произвольной винтовки 1133 очка (1954)
  - мировой рекорд в упражнении 3х40 выстрелов из произвольной винтовки 1139 очков (1955)
  - мировой рекорд в упражнении 3х40 выстрелов из произвольной винтовки 1145 очка (1959)

## Награды
- орден Ленина (27.04.1957) — «за успехи, достигнутые в деле развития массового физкультурного движения в стране, повышения мастерства советских спортсменов, и успешное выступление на международных соревнованиях»
- орден Красной Звезды
- медали за освобождение городов.

## Книги
- «Вижу цель»
- «Специальная подготовка стрелка из лука».